# Luci Corneli Balb Major
Luci Corneli Balb Major (llatí: Lucius Cornelius Balbus Maior) va ser un cavaller romà nadiu de Gades que pertanyia a una important família local. Nascut entre el 100 aC i el 97 aC, va ser pretor, però no se sap ben bé l'any, després propretor i el 40 aC cònsol, el primer que no era originàriament romà. Va morir en un any no determinat.

## Origen Familiar
La família Balb semblava tenir una especial vinculació amb el temple d'Hèracles-Melcart, fet que recolza les teories del seu origen fenici (Connexió que s'aprecia també en el fet que les consonants del seu cognom B-l coincideixen amb el déu fenici Baal, malgrat que no s'ha provat). Altres fonts creuen que la família dels Balbs eren cartaginesos que, abans de la batalla de Zama, havien fugit a Cadis.

## Guerra de Sertori
Durant la guerra de Sertori (80-71 aC) va donar suport al govern de Roma contra el rebel Quint Sertori, guerra en la qual es va distingir i que li va donar l'oportunitat de recórrer Lusitània, establint importants relacions comercials i personals. Va servir sota els generals Quint Cecili Metel Pius, Gai Memmi i finalment Gneu Pompeu i va estar present a les batalles de Tuna i de Sucro. Va rebre la ciutadania romana de mans de Pompeu per la Lex Gellia Cornelia, junt amb el seu germà i el seu nebot, concessió ratificada pels cònsols Gneu Corneli Lèntul i Luci Gel·li Publícola l'any 72 aC, i en honor del primer, Balb va prendre el nom de Corneli. Va ser admès en l'ordre eqüestre, fet fonamental per poder administrar les mines que des de feia temps eren part del patrimoni de la família Balb.
Al final de la guerra contra Quint Sertori, va anar a Roma (72 aC) i va ser admès a la tribu Clustumina. Degut a la seva riquesa aviat va ser persona important, molt amic de Pompeu. Un amic d'aquest, el grec Teòfanes de Mitilene, el va adoptar. Va cultivar també l'amistat de Cèsar.

## Balb i Juli Cèsar
Balb va ser l'autor d'un diari amb indicacions de la seva vida i la de Cèsar, titulat Ephemeris.
Balb va conèixer Cèsar quan aquest era qüestor de la Bètica, l'any 69 aC. Segons Suetoni, Balb va acompanyar a Cèsar al temple d'Hèracles-Melcart, on en veure una estàtua d'Alexandre Magne, Cèsar es va posar a plorar perquè ell encara no havia aconseguit res de renom mentre a la seva edat Alexandre ja havia conquerit el món. Més tard, Cèsar tornava a Hispània el 61 aC i Corneli Balb l'acompanyà com a praefectus fabrum. La ciutat de Gades li proporcionaria una important flota en la seva lluita contra els lusitans, amb Balb formant part de la seva plana major.
L'any 60 aC va retornar a Roma com home de confiança de Cèsar i va contribuir en l'acord per formar el primer triumvirat entre Cèsar, Gneu Pompeu Magne i Cras. El 58 aC quan Cèsar va anar a la Gàl·lia va seguir amb ell altra vegada com a praefectus fabrum, ajudant-lo amb la seva fortuna personal i creant una xarxa d'espies al seu servei. El botí de Cèsar a la Gàl·lia va passar per les seves mans com a secretari. Balb va incrementar la seva riquesa i es va fer enemics i alguns habitants de Gades el van acusar d'haver usurpat la ciutadania romana. El judici es va celebrar el 55 aC i Balb va ser defensat per Pompeu, per Cras i per Ciceró, i va ser absolt.
A la Segona guerra civil del 49 aC va quedar-se a Roma i va mantenir la neutralitat, i encara que va tenir contactes amb el cònsol Luci Corneli Lèntul Crus, que era partidari de Pompeu, en realitat va beneficiar més aviat a Cèsar. Va intentar una mediació de Ciceró, que era partidari de Pompeu i va demanar que aquest fes una declaració a favor de Cèsar. Ciceró va sortir d'Itàlia però va tornar després de la batalla de Farsàlia (48 aC) i va demanar a Balb que intercedís davant Cèsar pel seu perdó. En aquest temps Balb va portar els afers de Cèsar a Roma juntament amb Gai Opi i va actuar amb prudència i moderació.
A la mort de Cèsar l'any 44 aC es va absentar de Roma uns mesos i va entrar en contacte amb Octavi a Neàpolis. També es va reunir amb Ciceró, que sospitava erròniament que Balb era favorable a Marc Antoni, ja que en realitat va ser lleial a Octavi, el qual li va confiar altes funcions.

## Influència i llegat
Balb va ser escollit patró de Gades. Gràcies a la seva ajuda, quan Cèsar va derrotar a Tit Labiè i als fills de Pompeu a la batalla de Munda (45 aC), va atorgar la ciutadania romana a tots els gaditans. Quan Octavi i Marc Antoni van arribar a un acord, el 40 aC, Balb va ser honorat amb el consolat, sent el primer no itàlic en aconseguir-ho. Poc després es retirava de la política activa, sense que es conegui la data de la seva mort.